# Taylor Agost
Taylor Agost (* 31. Mai 1996 in Happy Valley, Oregon) ist eine US-amerikanische Volleyballspielerin.

## Karriere
Agost begann ihre Karriere an der Clackamas High School. 2014 begann sie ihr Studium an der University of Oregon und spielte dort in der Universitätsmannschaft Ducks. Nach ihrer Ausbildung wurde sie 2018 vom deutschen Bundesligisten Ladies in Black Aachen verpflichtet. Mit dem Verein erreichte sie im DVV-Pokal 2018/19 und in den Bundesliga-Playoffs jeweils das Halbfinale. Außerdem spielte sie im Challenge Cup. Danach wechselte sie zum griechischen Erstligisten Aris Thessaloniki, wo sie als Außenangreiferin zum Einsatz kam. 2020 wurde sie vom Bundesligisten SSC Palmberg Schwerin verpflichtet.